# MPSI (Klasse)
Die MPSI ist ein Orientierungzug des ersten Jahres der wissenschaftlichen Nach-Abitur-Klassen in Frankreich. 
Es ist eine Verkürzerung von: Mathematik-Physik-Ingenieurwissenschaften (SI auf Französisch).

## Stunden pro Woche
Pro Woche haben die Schüler
- zwölf Stunden Mathematik
- sechs Stunden Physik
- zwei Stunden Chemie
- zwei Stunden Ingenieurwissenschaft (SI)
- zwei Stunden Französisch-Philosophie
- zwei Stunden Fremdsprache (LV auf Französisch)
- eine Stunde Informatik
- vier Stunden Klassenarbeit
- zwei Stunden Mündliche Prüfung
- TIPE (Travaux d'initiative personnelle encadrés = von persönliche Anstoß eingerahmten Arbeiten) im 2. Semester
- zwei Stunden Sport, SI, LV oder eine Stunde Informatik als Wahlfach.